# Onze-Lieve-Vrouwehospitaal (Kortrijk)
Het Onze-Lieve-Vrouwehospitaal is een katholiek ziekenhuis in de Belgische stad Kortrijk. Het bevindt zich in de Budastraat en is tegenwoordig officieel de "Campus Reepkaai" van het AZ Groeninge.
Zowel het middeleeuwse complex als het nieuwe hospitaal bevinden zich in de middeleeuwse wijk Buda. Dit hospitaal werd gesticht in 1211 en is hiermee het oudste ziekenhuis in Kortrijk en een van de oudste ziekenhuizen van België.

## Geschiedenis

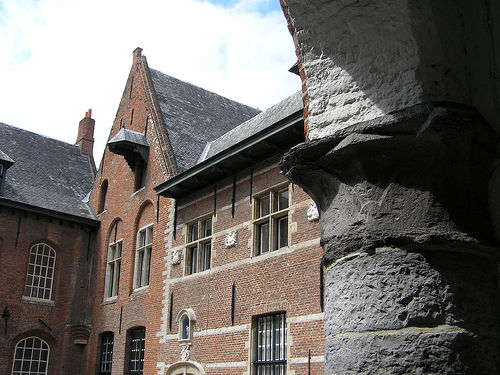
De middeleeuwse vleugel van het Onze-Lieve-Vrouwehospitaal te Kortrijk

Het Onze-Lieve-Vrouwehospitaal ontstond omstreeks 1211 en is daarmee het oudste ziekenhuis in Kortrijk. Oorspronkelijk was het een passantenhuis. De naam hospitaal (Latijn: hospitalis) verwijst in eerste instantie naar gastvrijheid, niet naar ziekte. Het hospitaal lag aanvankelijk net buiten de stadspoorten, aan de weg naar Brugge en naar Menen. Na het sluiten van de stadspoorten konden 'gasten' er overnachten. Later verzorgde men er ook arme zieken. In de ziekenzalen was het niet de medische zorg die centraal stond. Het ging meer om zielszorg en gastvrijheid tegenover vreemdelingen en pelgrims. Vanaf 1454 werd Buda opgenomen in de stad dankzij de nieuwe stadsomwallingen, waardoor ook het hospitaal beschermd werd tegen mogelijke invallen van buitenaf.
Aanvankelijk telde de religieuze gemeenschap in het hospitaal zowel mannen als vrouwen. Lekenbroeders onder leiding van een prior en lekenzusters onder leiding van een priorin verzorgden de gasten en de zieken. Vanaf 1520 verdween de mannelijke pijler en runden alleen de zusters het hospitaal. Ze leefden volgens de regel van Sint-Augustinus. Deze was verenigbaar met de taak van verpleging. De religieuzen waren niet gebonden aan een rigide kloosterregel en de getijden duurden er relatief kort. Passanten die hulp nodig hadden en zieken die huilden van de pijn konden immers niet wachten tot de gebeden van de metten of de vespers voorbij waren. Naar middeleeuwse normen was de verzorging goed: de zieken kregen een degelijk maal met vlees, vis en seizoenvruchten.

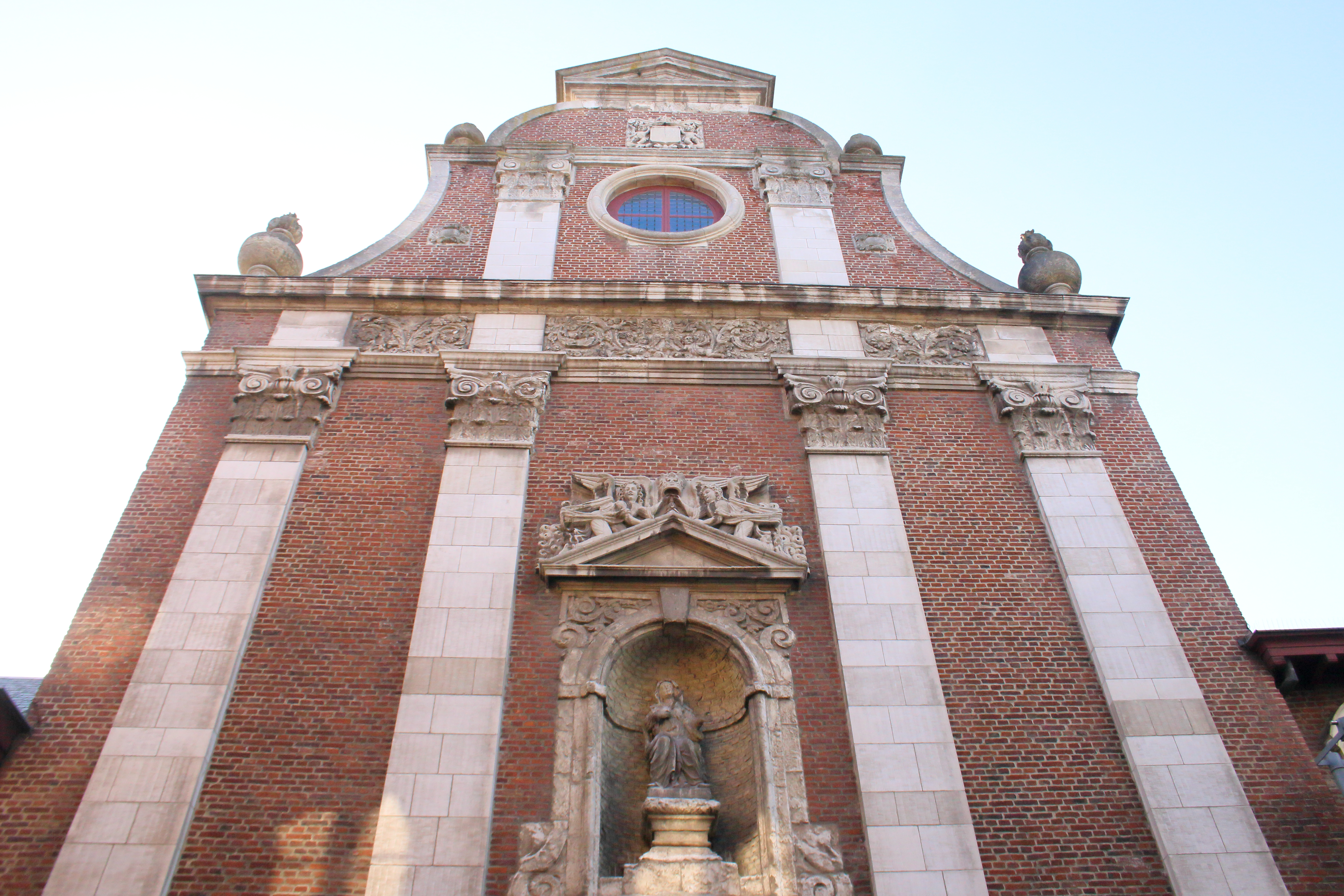
De Barokke kerk en deel van het klooster

Voor de armen waren onderdak, verpleging en geneeskundige zorg in het hospitaal gratis. De stad betaalde de dokters en de chirurgijns, ook voor thuisverzorging van arme zieken. De zieken die in het hospitaal stierven, begroef men op het hospitaalkerkhof. Wie geen lijkkist kon betalen, werd in stro gewikkeld en in een diepe kuil begraven.
De priorin beschikte ook over de opbrengsten van een hoenderhof, een bakkerij, een brouwerij en een wijngaard. Er was ook een kleine apotheek of 'potterye' waar men de kruiden en oliën mengde en bewaarde. Op de uithoek van het Buda-eiland aan de Reepkaai lag het hoenderhof met boerderij van het hospitaal. Dit gebouw werd later aangepast tot wasserij. Op die plaats werd in de jaren 1990 een nieuwe moderne vleugel opgetrokken.
In 2003 fuseerde het Onze-Lieve-Vrouwehospitaal met drie andere Kortrijkse ziekenhuizen: de kliniek Maria's Voorzienigheid in de Loofstraat, het Sint-Niklaasziekenhuis en het Sint-Maartenziekenhuis. Bij de fusie werden alle specialisaties gecentraliseerd in een campus. Sindsdien heet het hospitaal officieel "campus Reepkaai" van het AZ Groeninge.

## Interieur

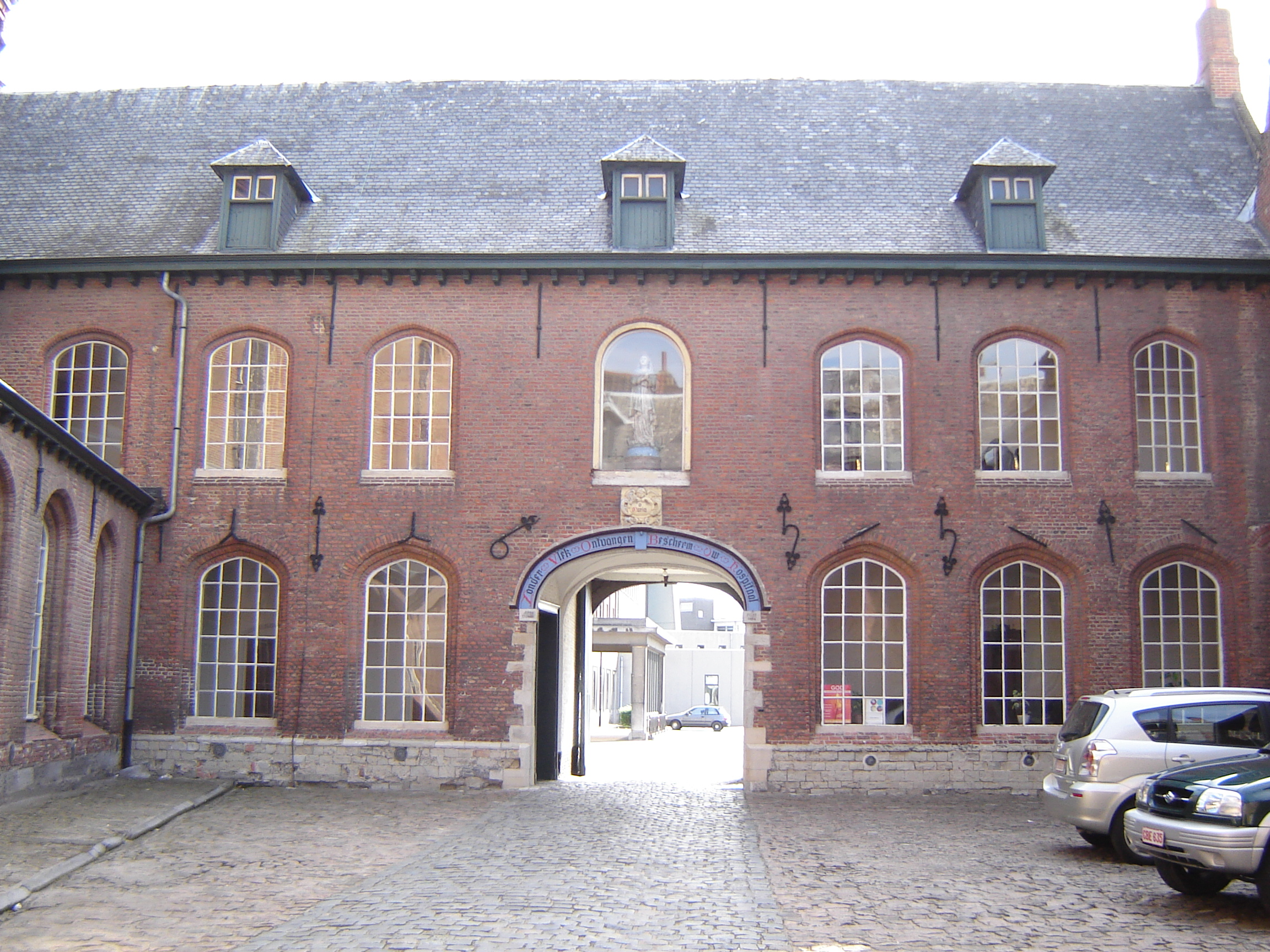
Binnenkoer van het Onze-Lieve-Vrouwehospitaal

Het oude deel van het hospitaal bestaat uit het klooster en de barokke kerk. In het salon van het klooster is nog een gotische haard uit de 15e eeuw, en een zoldering met rococostucwerk.